# 内原バスストップ
内原バスストップ（うちはらバスストップ）は、茨城県水戸市鯉淵町の常磐自動車道上にある高速バス停留所。県道52号と常磐自動車道が交差する付近にある。

## 停車する路線
- みと号（関東鉄道・JRバス関東・茨城交通）（赤塚ルート、茨大ルートの便のみ）
石岡BS - 内原BS - 大塚
石岡BS - 内原BS - 水戸北スマートインター

## 隣接するBS等
E6 常磐自動車道
- 至近のBS・IC等
石岡BS - 美野里PA - 岩間IC - 友部SA/SIC - 友部JCT - 内原BS - 水戸IC

## アクセス
- 茨城交通（旧茨城オート） 鯉渕営業所バス停・鯉渕十字路バス停から徒歩5分。
- 茨城交通　内原高速バス停入口バス停から徒歩1分。